# JPMorgan Chase Open 2002
JPMorgan Chase Open 2002 — жіночий тенісний турнір, що проходив на відкритих кортах з твердим покриттям у Лос-Анджелесі (США). Проходив у рамках Туру WTA 2002. Відбувсь удвадцятьдев'яте і тривав з 5 до 11 серпня 2002 року. Дванадцята сіяна Чанда Рубін здобула титул в одиночному розряді й отримала 93 тис. доларів США.

## Фінальна частина

### Одиночний розряд
Чанда Рубін —  Ліндсі Девенпорт, 5–7, 7–6(7–5), 6–3

### Парний розряд
Кім Клейстерс /  Єлена Докич —  Даніела Гантухова /  Ай Суґіяма, 6–3, 6–3